# Giulio de Micheli
Giulio de Micheli (* 1899 in La Spezia; † 1940 in Cozo) war ein italienischer Komponist von Unterhaltungsmusik.

## Werke
- Cipelimerlo! Humoristischer Marsch, Hug & Co., Zürich, 1916
- Baci la buio (Serenata) op. 33, (T.: D. Drovetti) Ed. C. Beltramo, Moncalieri 1925
- Manuelita, Ed. C. Beltramo, Moncalieri 1925
- Danza dei Negri op. 19, Ed. C. Beltramo, San Remo 1928
- Suite Gioiosa, op. 46
- Première Petite Suite, Roehr, Berlin
- Canzon di Maggio, Arends, Berlin 1986
- Mein Liebling tanzt, Sikorski, Hamburg 1951
- Küsse im Dunkeln, Benjamin, Hamburg 1953
- Das ewige Lied, Roehr, Berlin 1954
- Liebesgetändel, Roehr, Berlin 1954
- Bergzauber, Benjamin, Hamburg 1957
- Rosen und Schmetterlinge, Rahter, Hamburg 1957
- Endlos, Benjamin, Hamburg 1963